# Better Than I Know Myself
"Better Than I Know Myself" – pierwszy singel promujący drugi album studyjny Adama Lamberta zatytułowany Trespassing. Utwór został wydany 20 grudnia 2011 a do rozgłośni radiowych trafił 24 stycznia 2012. Singel został napisany i wyprodukowany przez Cirkuta, Ammo i Dr. Luke’a, a także współtworzony przez Claude Kelly.

## Track lista
- Digital download[4]

1. "Better Than I Know Myself" – 3:36

- CD single[5]

1. "Better Than I Know Myself" – 3:35
2. "Better Than I Know Myself" (Alex Ghenea Remix) – 3:23

- "Better Than I Know Myself" - The Remixes EP[5]

1. "Better Than I Know Myself" (Alex Ghenea Remix) – 3:23
2. "Better Than I Know Myself" (Dave Audé Dubstep Remix) - 4:00
3. "Better Than I Know Myself" (Robert Marvin & Shearer Remix) - 3:35

## Notowania
| Lista (2011–12)                   | Najwyższa pozycja |
| --------------------------------- | ----------------- |
| Australia (ARIA)                  | 83                |
| Nowa Zelandia (RIANZ)             | 40                |
| Kanada (Canadian Hot 100)         | 56                |
| Finland (Suomen virallinen lista) | 6                 |
| Japan Billboard Hot 100           | 9                 |
| US Billboard Hot 100              | 76                |
| US Adult Pop Songs (Billboard)    | 32                |

## Historia wydania
| Kraj              | Data             | Format                           | Wytwórnia                  |
| ----------------- | ---------------- | -------------------------------- | -------------------------- |
| Świat             | 20 grudnia 2011  | Digital download                 | 19 Recordings, RCA Records |
| Stany Zjednoczone | 23 stycznia 2012 | Adult contemporary radio airplay | 19 Recordings, RCA Records |
| Stany Zjednoczone | 24 stycznia 2012 | Mainstream radio airplay         | 19 Recordings, RCA Records |
| Wielka Brytania   | 12 marca 2012    | Digital download                 | 19 Recordings, RCA Records |
| Niemcy            | 16 marca 2012    | CD single                        |                            |